# Johannes Georg Stöckel
Johannes Georg Stöckel (* 29. September 1855 in Frankenberg/Sachsen; † 3. August 1923 in Klotzsche bei Dresden) war ein deutscher Rechtsanwalt und Notar, Stadtverordnetenvorsteher in Dresden und sächsischer Landtagsabgeordneter.

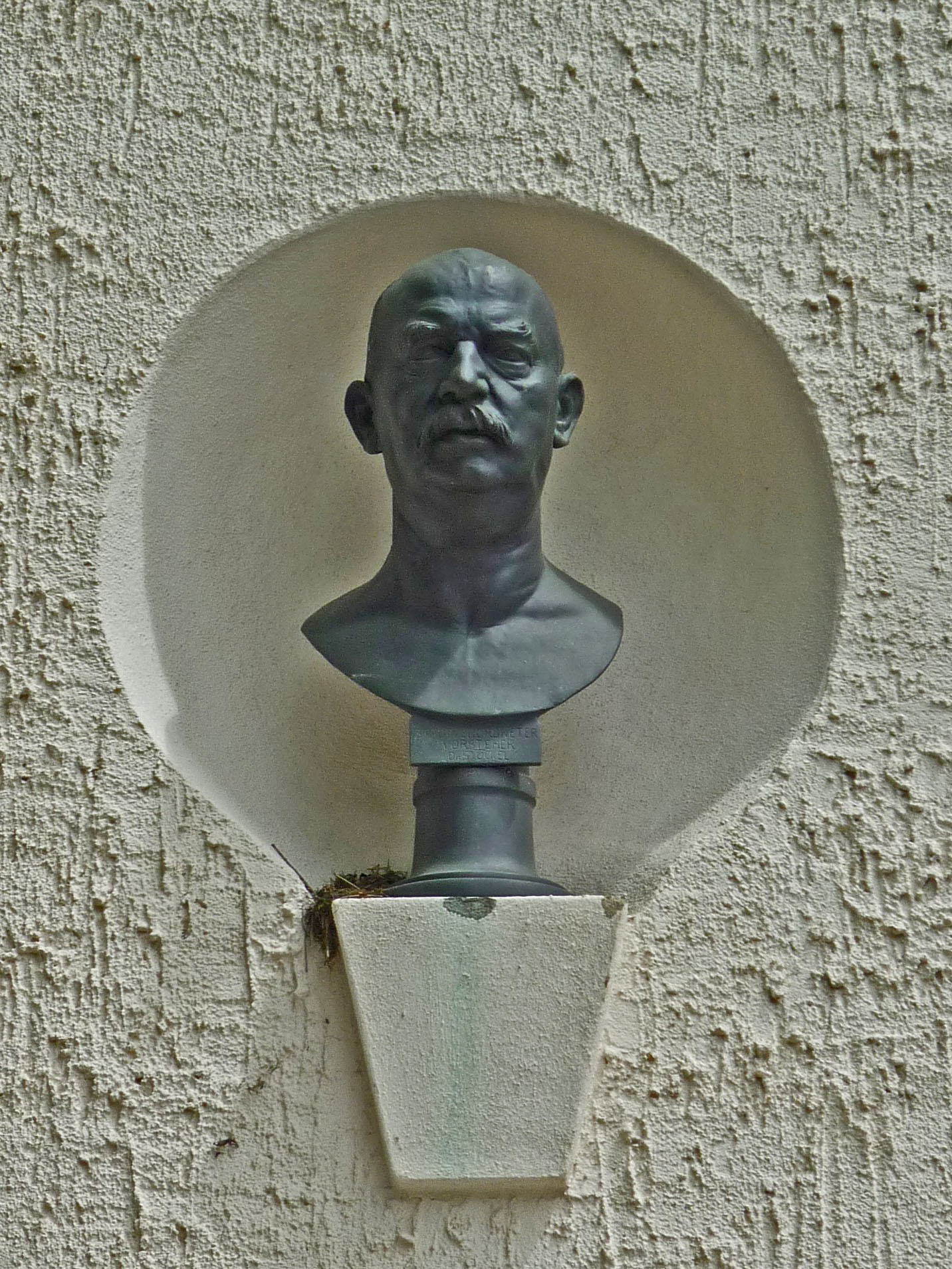
Büste für Johannes Georg Stöckel am Städtischen Vieh- und Schlachthof in Dresden

## Leben und Wirken
Stöckel war der Sohn des Frankenberger Bürgermeisters und Landgerichtsdirektors Bernhard Stöckel (1823–1888). Von 1876 bis 1879 studierte er Rechtswissenschaften an der Universität Leipzig. Nach der 2. Juristischen Staatsprüfung war er ab 1884 als Rechtsanwalt in Dresden tätig, seit 1902 auch als Notar. Seit 1907 war er stellvertretender Richter am Staatsgerichtshof und wurde 1913 zum Oberjustizrat befördert.
Von 1891 bis 1919 war Stöckel Stadtverordneter in Dresden, dabei von 1899 bis 1919 Vorsteher des Stadtverordnetenkollegiums. Am 30. Dezember 1915 wurde er zum Ehrenbürger der Stadt Dresden ernannt.
Stöckel war für den Konservativen Landesverein in Sachsen Abgeordneter der Zweiten Kammer des Sächsischen Landtags von 1899 bis 1905. Die Stöckelstraße in der Leipziger Vorstadt in Dresden wurde nach ihm benannt.